# Италијани (Верона)
Италијани је насеље у Италији у округу Верона, региону Венето.
Према процени из 2011. у насељу је живело 22 становника. Насеље се налази на надморској висини од 796 м.